# High-frequency trading
High-frequency trading (letteralmente scambi commerciali/transazioni ad alta frequenza, in sigla HFT), o trading ad alta frequenza, e una modalità di intervento sui mercati che si serve di sofisticati strumenti software, e a volte anche hardware, con i quali mettere in atto negoziazioni ad alta frequenza, guidate da algoritmi matematici, che agiscono su mercati di azioni, opzioni, obbligazioni, strumenti derivati, commodities. La durata di queste transazioni può essere brevissima, con posizioni di investimento che vengono tenute per periodi di tempo variabili, da poche ore fino a frazioni di secondo. Lo scopo di questo approccio è quello di lucrare su margini estremamente esigui, anche pochi centesimi. Per trasformare tali margini minimi in significativi guadagni, la strategia HFT deve necessariamente operare su grandi quantità di transazioni giornaliere.
Le strategie HFT hanno raggiunto notevoli volumi di traffico commerciale, tanto che si stima siano responsabili della maggior parte del traffico di transazioni di alcuni contesti borsistici, con percentuali che, in alcuni casi, giungono a superare il 70% del totale. Tra i più noti operatori a far uso di questi approcci vi sono, ad esempio, Goldman Sachs e Morgan Stanley.
La proliferazione di transazioni improduttive pone diversi problemi alla gestione dei mercati, di ordine sia tecnico sia perequativo: si sospetta, inoltre, che il massiccio uso di strategie HFT sia all'origine di condizioni di estrema volatilità sui mercati e conferisca a questi ultimi un'eccessiva complessità, di cui i normali operatori non sono pienamente consapevoli. Infine, si ritiene che l'utilizzo in mala fede di tali strumenti possa essere finalizzato a turbare o destabilizzare i mercati. Per questa serie di motivi, sono allo studio proposte di intervento normativo o regolamentare per la correzione e la limitazione di tali effetti distorsivi.

## Caratteristiche
La strategia HFT si distingue per alcune sue connotazioni peculiari:
- agisce su grandi quantità, utilizzando algoritmi automatici per l'analisi dei dati provenienti dai mercati e per l'implementazione di strategie proprietarie di negoziazione: il mercato viene inondato da ordini del tipo immediate-or-cancel (esegui immediatamente o annulla) che servono a sondare le condizioni di mercato, senza portare a transazioni, a causa dei brevissimi tempi di latenza[2]. In questo modo, i software raccolgono indicazioni con cui costruiscono mappe dei mercati, in base alle quali orientare le transazioni vere e proprie, da eseguire in tempi brevissimi[2].
- la posizione di investimento è mantenuta solo per tempi di latenza brevissimi - anche solo pochi secondi, o frazioni dell'ordine di grandezza di alcuni millisecondi - con rapidissime incursioni da e per queste posizioni, anche per migliaia o decine di migliaia di volte al giorno;
- la quasi totalità degli ordini di transazione non giunge a una conclusione: in una situazione tipica, si trasforma in un contratto solo l'1% delle proposte di transazione[3];
- al termine di una giornata borsistica, non rimane alcuna posizione di investimento significativa;
- la strategia è molto sensibile alla velocità di elaborazione dei mercati, che per forza di cose è limitata, e alla stessa velocità dei trader ad alta frequenza nell'accedere al mercato.

## Incidenza del trading ad alta frequenza

### Europa
In Europa, le transazioni ad alta frequenza rappresentano circa il 35% del totale degli scambi. Nel 2011, si calcola che l'incidenza delle transazioni ad alta frequenza sulla Borsa di Milano sia pari al 50%.

### America settentrionale
Nel luglio 2009, le transazioni ad alta frequenza generavano il 73% del volume di negoziazione di azioni sui mercati degli Stati Uniti.

### Operatori
Tra gli operatori più noti che fanno uso di tali metodologie di accesso, vi sono Goldman Sachs e Morgan Stanley. Una quota notevole di transazioni è messa in atto anche da operatori meno noti, come la statunitense GETCO, Renaissance Technologies, Citadel Investment Group, Jane Street Capital, Hudson River Trading, Wolverine Trading, Jump Trading.

## Effetti sull'equilibrio dei mercati borsistici
Se si guarda al mercato borsistico, esso può essere considerato come un sistema complesso che elabora i suoi input (offerta e domanda) per restituire risultati. Da un punto di vista generale, esso può essere assimilato a un sistema in grado di elaborare dati, la cui potenza, per quanto la si spinga verso l'alto, andrà sempre incontro a un limite massimo, come accade in ogni sistema di elaborazione dati. Tale potenza limitata può essere mandata in crisi dall'afflusso massiccio di dati.

### Il caso Aleynikov
La potenziale pericolosità di tali strategie, per la stabilità dei mercati, è stata implicitamente ammessa anche da un operatore come Goldman Sachs, che ne fa ampio uso, quando un suo dipendente, Sergey Aleynikov, si è impossessato dei codici sorgente con cui la compagnia accedeva a simili operazioni di trading: la vicenda di Alenikov si concluse poi con l'arresto da parte dell'FBI, e la conseguente condanna a 97 mesi di reclusione, ma in quell'occasione, per giustificare alle autorità la gravità dell'accaduto, Goldman Sachs fu costretta a rivelare i potenziali pericoli derivanti dalla caduta in mani sbagliate di tali codici, il cui possesso, come rivelato alle autorità, conferiva al soggetto possessore il potere di sottoporre il mercato a notevoli turbative.

### Distorsioni
Tra gli effetti distorsivi, vi sono:
- gli scambi ad alta velocità conferiscono un vantaggio a chi li mette in atto rispetto a chi si serve ancora di strumenti tradizionali: quest'ultima categoria non annovera solo operatori improvvisati, ma anche importanti trader istituzionali, come i fondi pensione;
- lo slalom continuo degli operatori HFT tra mercati diversi sullo stesso titolo, conferisce ai mercati un'estrema volatilità, senza tuttavia che i movimenti speculativi si consolidino su una posizione di investimento sul capitale azionario di qualche azienda. In realtà, questo modo di muoversi sul mercato prescinde da valutazioni sui fondamentali economici esibiti dalle aziende;
- l'utilizzo di questi automatismi spinti ad alte velocità rende estremamente complesso il sistema dei mercati, una complessità della quale spesso non sono consapevoli gli investitori generici e più improvvisati. Il problema è particolarmente intenso nei mercati aperti, ai quali è garantito a tutti libero accesso. Meno grave è nei mercati paralleli, ad accesso ristretto, nei quali il gioco a somma zero delle vincite e delle perdite si distribuisce nel limitato novero degli investitori ammessi al mercato ristretto.
- la sperequazione tra chi accede con modalità rapida e chi vi accede con i lenti sistemi tradizionali. L'intasamento dovuto alle transazioni ad alta frequenza costringe a continui e costosi aggiornamenti dei sistemi informatici: tuttavia, i costi informatici ricadono però soprattutto sugli operatori tradizionali, dal momento che il prezzo del servizio si paga solo per le transazioni che vanno a buon fine con un acquisto, mentre nessun corrispettivo è richiesto sulle migliaia di ordini improduttivi con cui i trader ad alta frequenza inondano i mercati e che determinano la necessità di potenziare i sistemi di elaborazione dati[2].

## Rimedi
La necessità di porre freni o correttivi a tali attività speculative, attraverso interventi regolatori, è stata avvertita da più parti. Uno degli scopi di tali interventi dovrebbe essere quello di evitare che le migliaia di velocissime transazioni, poste in essere in poco tempo per lucrare su piccole differenze di prezzo degli stessi titoli su diversi mercati, si concludano poi senza una posizione di investimento a fine giornata.

### Direttiva MiFID
È in corso (al 2011), la revisione della direttiva europea MiFID (Markets in Financial Instruments Directive), risalente al 2004, con lo scopo di obbligare gli high frequency trader a registrarsi come imprese di investimento, a rendere pubblici i loro algoritmi, a fornire garanzie sull'attendibilità dei loro software. L'iter di modifica della direttiva comunitaria è tuttavia piuttosto lungo, dovendo poi passare per la fase di recepimento da parte di tutti i singoli stati membri dell'Unione europea.

### Interventi locali
In attesa del complesso compimento dell'iter comunitario, la Consob, autorità italiana di vigilanza sulla borsa, ha chiesto alla Borsa italiana di adottare misure penalizzanti nei confronti degli operatori che pongono in essere transazioni improduttive di effetti al di sopra di una certa soglia.
L'iniziativa della Consob italiana fa seguito ad analoghe iniziative già intraprese su alcuni mercati, come il NYSE e il Nasdaq di New York, la OMX AB svedese e finlandese, la paneuropea Euronext.

### Tassa sulle transazioni finanziarie
Uno dei possibili rimedi, potrebbe essere l'introduzione di una tassazione sulle transazioni finanziarie (TTF), una lieve tassazione delle transazioni finanziarie che produrrebbe un grosso impatto sui treni ad alta frequenza dei movimenti generati dalla HFT (la TTF viene spesso confusa con la Tobin Tax, che, invece, riguarda solo le transazioni valutarie).
Il limite della tassazione sulle transazioni finanziarie è rappresentato dal fatto che una sua applicazione non generalizzata creerebbe dei mercati privilegiati che fungerebbero da attrattori per gli operatori. D'altro canto, una prospettiva di applicazione generalizzata dovrebbe essere il frutto di una concertazione politica ad altissimo livello e su scala quanto più possibile vasta (ad esempio, su scala europea, o preferibilmente, mondiale), un'operazione di ardua fattibilità, visto il numero di realtà in gioco e la diversità di interessi in campo.
Un altro limite può risiedere nel modo in cui la tassa è congegnata nei singoli casi: per essere davvero efficace contro l'High frequency trading, la tassa dovrebbe colpire tutte le transazioni intermedie e non solo le transazioni al termine di un determinato lasso di tempo. Inoltre, bisogna tenere conto del fatto che gli effetti perturbativi prodotti sul mercato dal trading ad alta frequenza sono determinati non solo dalle transazioni concluse, ma anche dalle proposte di transazione prodotte dai software HFT, e iniettate con alta frequenza nel sistema dei mercati per saggiare e provocare la reazione a brevissimo termine (pochi secondi) degli altri operatori sul mercato, determinandone la volatilità. Si è già detto che proposte di transazione si concludono con una transazione rappresentano, tipicamente, solo l'1% del totale: il 99% del volume rimanente è costituito da ordini che non si trasformano in transazioni e che, pertanto, non vengono colpiti dalla tassa sulle transazioni finanziarie e non sono disincentivati. Ad esempio, in attesa di una più ampia concertazione su scala europea, alcuni governi nazionali (come, nel 2012, il governo Monti in Italia e il terzo governo Fillon in Francia) si sono mossi in maniera autonoma introducendo meccanismi di tassazione ispirati alla Tobin tax, che, tuttavia, per come sono congegnati, non sono in grado di colpire il trading ad alta frequenza, in quanto colpiscono solo le posizioni detenute a fine giornata, lasciando salve le transazioni intermedie.